# Ultima Gully
Die Ultima Gully (englisch) ist eine vereiste, 750 m lange und bis zu 30 m tiefe Schlucht an der Ingrid-Christensen-Küste des ostantarktischen Prinzessin-Elisabeth-Lands. Sie liegt am Rand der Vestfoldberge. Die Nordflanke der Schlucht ist ein gebändertes Kliff während die Südflanke durch Moränen verdeckt ist.
Das Antarctic Names Committee of Australia benannte sie nach ihrer Randlage.